# Compluvium

Il compluvium e gli altri elementi della casa romana

Il compluvium (dal lat. com = insieme e pluvia = pioggia) era un'apertura ricavata all'interno del tetto dell'antico atrio, una stanza collocata al centro della domus, un'abitazione signorile diffusa tra gli etruschi ed i romani.

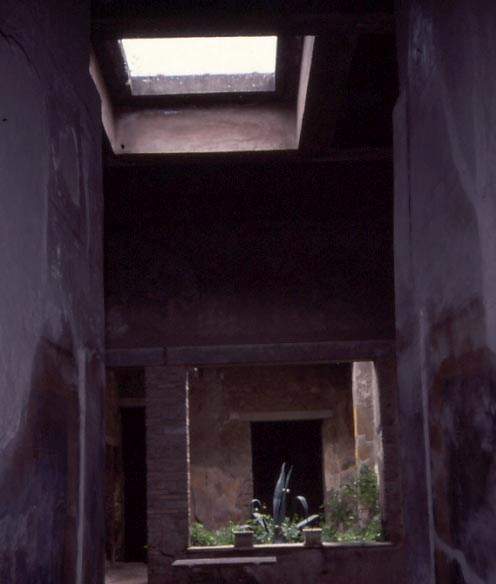
Un compluvium nell'atrio di una casa di Pompei

Il compluvium consisteva in un'ampia apertura rettangolare che era solitamente collocata al centro del soffitto dell'atrio. Esso consentiva l'ingresso della luce solare che illuminava di riflesso le stanze adiacenti, dato che l'atrio, non avendo in genere pareti esterne, era sprovvisto di normali finestre. Il compluvium favoriva inoltre tanto l'aerazione dei locali quanto la raccolta dell'acqua piovana, che veniva convogliata in una sottostante vasca, l'impluvium. 
Per aumentare la quantità d'acqua raccolta, le superfici circostanti del tetto dell'Atrium impluviatum venivano costruite in modo che le quattro falde spiovessero dal bordo superiore verso l'apertura del tetto e con la massima inclinazione possibile; in tal modo tutta l'acqua caduta sulla sua superficie s'incanalava dal compluvium nell'impluvium sottostante e da lì veniva trasferita, se esistente, entro una cisterna sotterranea.